# Tamar Novas Pita
Tamar Novas Pita (castellà: Tamar Novas)  (Santiago de Compostel·la, 3 d'octubre de 1986) és un actor gallec.

## Biografia
Tamar Novas va debutar en el cinema amb 13 anys amb la pel·lícula de José Luis Cuerda, La Lengua de las Mariposas. Però el reconeixement li va arribar el 2004 a l'aconseguir el Goya al millor actor revelació per Mar adentro d'Alejandro Amenábar i el Premi de la Unió d'Actors pel seu paper de nebot de Ramón Sampedro, interpretat per Javier Bardem.
Aquests premis el van portar a fer aparicions estel·lars en diverses sèries de televisió com Siete Vidas (1 episodi (2004): In Fraganti), Mesa para Cinco (1 episodi (2006): El juego de la verdad) o protagonitzar la sèrie A vida per diante (60 episodis 2006-2007) de la televisió gallega TVG.Més tard arribarien pel·lícules com Los Fantasmas de Goya (2006) de Milos Forman, Una mujer Invisible (2007) de Gerardo Herrero i ¡Maldito bastardo! (2008) de Javier Camino.
El 2008 va participar també en un episodi de la sèrie de Cuatro Cuenta Atrás (episodi Calle Virgen de las Angustias 88, 19:47 horas) (2008) i en 5 episodis de la sèrie de TVE La Señora. El 2009 ha participat en la nova pel·lícula de Pedro Almodóvar, Los abrazos rotos, al costat de Penélope Cruz i Lluís Homar.

## Filmografia

### Cinema
- La lengua de las mariposas (José Luis Cuerda, 1999)
- Mar adentro (Alejandro Amenábar, 2004)
- Retrato (Jairo Iglesias, 2005)
- Los fantasmas de Goya (Milos Forman, 2006)
- Atopeite (Susana Pérez, 2006)
- Una mujer invisible (Gerardo Herrero, 2007)
- ¡Maldito bastardo! (Javier Camino, 2008)
- Los abrazos rotos (Pedro Almodóvar, 2009)
- A Cicatriz Branca (Margarita Ledo, 2013)

### Televisió
- La Señora (2008)
- Cuenta atrás (2008)
- A vida por diante (2006-2007
- Mesa para cinco (2006)
- Siete vidas (2004)
- La ira (2009)
- Acusados (2010)
- Bandolera (sèrie de televisió) (2012)
- La memoria del agua (2012)
- El desorden que dejas (2020)

## Premis i nominacions
| Any  | Premi                      | Categoria                      | Títol       | Resultat  |
| ---- | -------------------------- | ------------------------------ | ----------- | --------- |
| 2005 | Premis Goya                | Goya al millor actor revelació | Mar adentro | Guanyador |
| 2005 | Premis de la Unió d'Actors | Millor actor de Revelació      | Mar adentro | Guanyador |